# 시몬 지우코프스키
시몬 예지 지우코프스키(폴란드어: Szymon Jerzy Ziółkowski, 1976년 7월 1일~)는 폴란드의 전직 육상 선수로 주 종목은 해머던지기이다. 2000년 하계 올림픽에서  금메달을 획득하였으며, 2001년 세계 선수권 대회에서 우승을 차지했다.